# Incendi del Garraf de 1982
L'incendi del Garraf del 1982 va ser un incendi forestal que es va declarar el 5 de juliol d'aquell any a Begues i es va propagar cap el massís del Garraf, amb un front de 18 km, cremant un total d'11.000 hectàrees dels municipis de Begues, Olivella, Sitges, Gavà i Castelldefels. Va cremar un 80% de la superfície del futur parc natural, del que s'estava en tràmits de declaració. L'incendi va coincidir amb una onada de calor provinent de l'Àfrica, amb temperatures de rècord: a Barcelona es va arribar a 37,6º, la temperatura més alta del segle, i el núvol de cendres de l'incendi va 'ploure' sobre la ciutat. També va coincidir amb la creació del Cos de Bombers de la Generalitat de Catalunya, que havia fet la presentació dels seus vehicles uns dies abans. Aquell dia es van declarar una vintena d'incendis forestals a la província de Barcelona, amb la sospita que la major part eren intencionats. Hi van participar tots els parcs de bombers de la Generalitat, bombers de Barcelona, Icona, uns 1.000 membres de l'Exèrcit Espanyol, Guàrdia Urbana i 200 voluntaris de Protecció Civil.

## Origen
L'incendi es va originar el matí del dilluns 5 de juliol de 1982 a una zona de matolls del municipi de Begues, probablement de forma intencionada. El vent i la calor van afavorir la propagació ràpida de les flames. L'alcalde de Castelldefels va denunciar descoordinació entre els diferents cossos intervinents, i que els Bombers de Barcelona hi van acudir abans que els Bombers de la Generalitat.

## Evolució
Les flames van afectar vàries urbanitzacions del massís i Castelldefels, on van cremar vàries cases. Van ser desallotjades unes 2.000 persones. Durant 3 dies hi van treballar bombers de tota la província, 2 hidroavions d'Icona, soldats de l'exèrcit i voluntaris de Protecció Civil.

## Conseqüències
A més de les 11.000 hectàrees forestals i d'algunes cases cremades, va morir per intoxicació pel fum un sotstinent de l'exèrcit espanyol, i el conseller de Governació de la Generalitat, Joan Vidal Gayola, va resultar ferit en accident d'automòbil tornant de Begues.
El moviment independentista va denunciar la nul·la gestió en política forestal, tant per part de l'estat com de l'autonomia, la inexistència de coordinació entre les diferents administracions, la inoperància del material d'Icona traspassat a la Generalitat, i en aquest context es va entendre l'atac de Terra Lliure contra l'oficina d'Icona a Barcelona, l'agost de 1982.